# Acanthostachys pitcairnioides
Espèce
Classification phylogénétique
Synonymes
- Aechmea pitcairnioides Mez

Acanthostachys pitcairnioides est une espèce de plantes à fleurs de la famille des Bromeliaceae, endémique du nord-est du Brésil. C'est une plante épiphyte qui vit dans la canopée d'autres arbres, dans le biome forêt atlantique, dans les états de Bahia, Minas Gerais et Espírito Santo. On la trouve aussi au Paraguay.

## Synonymes
- Aechmea pitcairnioides Mez[2].